# Starfox
Starfox (Eros Nikeed'r) es un superhéroe ficticio que aparece en los cómics estadounidenses publicados por Marvel Comics. Apareció por primera vez en Iron Man # 55 (febrero de 1973), creado por Mike Friedrich y Jim Starlin. Se lo representa como miembro de una raza humana derivada conocida como Eternos. Nació en Titán, donde es el hijo de Mentor. Donde Eros sirve como el superhéroe llamado Starfox el zorro estelar, se le opone su hermano loco llamado Thanos, al igual que el resto del universo. Tiene el poder de controlar psíquicamente las emociones de otras personas. Fue miembro de Los Vengadores, los Guardianes Oscuros y los Guardianes de la Galaxia
Starfox aparece en la película de Marvel Cinematic Universe Eternals (2021), interpretado por el cantante Harry Styles exmiembro de One Direction.

## Historial de publicaciones
Starfox apareció por primera vez en Iron Man # 55 (febrero de 1973), que fue guionizado por Mike Friedrich con una historia e ilustración de Jim Starlin.

## Biografía
Eros es un miembro de los Eternos, una rama genética de la humanidad, que dejó de espacio profundo de la Tierra hace años y se instaló en la luna de Saturno de Titán. Eros es el hijo menor de A'lars (también conocido como Mentor) y Sui-San, y creció en Titán para ser un mujeriego y aventurero despreocupado, amante de la diversión, en contraste con su hermano Thanos, un nihilista hambriento de poder y conquistador. Solo cuando Thanos lanzó su primer ataque importante contra Titán, Eros comenzó a tomar la vida un poco más en serio.
Años más tarde, en una campaña de terror posterior de Thanos, Eros luchó junto al puñado de supervivientes de Titán. Eros se unió al alienígena Capitán Mar-Vell en la lucha contra los secuaces de Thanos. Eros fue cautivo por Thanos, quien reveló que había matado a su madre. Eros fue liberado de su cautiverio y se encontró con Iron Man y Dragón Lunar, y ayudó a Mar-Vell y al equipo de héroes de la Tierra llamado Los Vengadores en la primera gran derrota de Thanos. Eros más tarde conoció a Pip el Troll, y su relación con Heater Delight fue revelada. Eros fue cautivo más tarde por ISAAC, pero finalmente fue liberado. Ya no está obligado por deber en Titán, Eros abandonó la luna devastada por la guerra, buscando placer y recreación en mundos habitados por humanoides.
Eros regresó a Titán para ayudar a consolar a su amigo Mar-Vell, afectado por el cáncer, cuando se retiró a Titán para pasar sus últimos días. Justo antes de morir, Mar-Vell le hizo prometer a Eros que cuidaría a su compañero Titaniano, Elysius, después de que él se fuera. Eros cumplió su voto durante varias semanas, hasta que Elysius, al darse cuenta de su pasión por los viajes, lo liberó de su promesa. Dejó Titán y Elysius a la Tierra. Llegó a la Tierra, donde buscó y se unió a los Vengadores como aprendiz. Lo admitieron en su programa de entrenamiento y Avispa le dio el nombre de Starfox, ya que sentían que Eros era un nombre en código inapropiado. Luego realizó su primera misión con el equipo, contra Annihilus. Ayudó a los Vengadores a vencer al Mago. Ayudó a resucitar a Visión con la ayuda de ISAAC, y más tarde se convirtió en un Vengador completo. Mientras estaba en el equipo tuvo su primer encuentro con los Eternos de la Tierra. Finalmente, reveló sus poderes estimulantes del placer a los Vengadores reunidos, y los ayudó a derrotar a Maelstrom. Viajó a otra dimensión con Spider-Man. Luego ayudó a los Vengadores a derrotar a Terminus. Luchó contra la pirata espacial Nebula, y supo de su afirmación de ser la nieta de Thanos. Dejó a los Vengadores con Firelord para perseguir a Nebula. Finalmente se encontró y fue derrotado por el villano Xandarian Supernova, quien culpó a Nebula por la destrucción de su mundo natal. Finalmente encontró a Nebula. Es mantenido cautivo por Nebula, pero se liberó, y ayudó a los Vengadores y al Extraño contra Nebula.
Eros volvió a una vida hedonista de aventura, prefiriendo deambular por el espacio en busca de romance y aventura. A menudo regresaba para ayudar a los Vengadores en sus aventuras, sirviendo durante casos como la crisis de Terminus,Operación: Tormenta Galáctica, y el caso de Nemesis que involucraba a las Gemas del Infinito y el... llamado Ultraverso. Cuando Thanos había ganado el Guantelete del Infinito, una de las primeras cosas que hizo fue capturar a Starfox y colocarlo bajo varios tormentos. Starfox se vio obligado a presenciar varios asesinatos cósmicos, juegos de poder, la muerte personal de héroes que conocía y otras atrocidades. Intentó encantar a Thanos fuera de su plan pero neutralizó su boca por su esfuerzo.
Starfox pasó tiempo con el hijo de Mar-Vell, Genis-Vell, e intentó en varias ocasiones ayudarlo y dirigirlo en la dirección correcta. Una vez, se le ocurrió un dispositivo que bloquearía las transmisiones telepáticas durante la actividad sexual.
Starfox fue parte de una reunión de Vengadores cuando Morgan Le Fay atacó a todos los miembros actuales y exmiembros. Después de una aventura en un universo alternativo, Starfox dejó la Tierra con Tigra, planeando dirigirse hacia un conocido planeta del placer.
Eros y su hermano, Thanos, tienen una costumbre, donde cada año eterno (año eterno = 1000 años terrestres) entierran el hacha y se reúnen en un lugar neutral, generalmente con regalos. Esta fue una iniciativa de su padre, quien exigió que los dos se reunieran cada año como un recordatorio de la sangre que corre por ambas venas. La reunión se llama La tregua y los dos se encuentran solos, aunque el héroe Quasar estuvo presente en una de sus reuniones, y se niegan a pelear entre sí.

### Alegaciones de agresión sexual
Starfox fue juzgado por agresión sexual, acusado de usar sus poderes para seducir a una mujer felizmente casada. Fue defendido por la abogada Jennifer Walters, She-Hulk. El bufete de abogados que la empleó, Goodman, Lieber, Kurtzberg y Holliway, fue contratado por Mentor para defender a su hijo de las acusaciones. En el curso del juicio, la Sra. Walters llegó a sospechar que Starfox había usado sus poderes sobre ella durante su tiempo en los Vengadores, lo que resultó en una breve interacción sexual. En este momento, Starfox había sido expulsado de la sala del tribunal después de que se determinó que estaba usando sus habilidades especiales para influir en los testigos. Cuando Jennifer Walters enfrentó a Starfox con sus sospechas a través de un enlace de video de circuito cerrado, evadió sus preguntas y luego cortó el video. Walters salió furioso de la sala del tribunal, se transformó en She-Hulk y atrapó a Starfox cuando intentaba escapar de la Tierra. She-Hulk le dio a Starfox una salvaje paliza, sin darle oportunidad de defender sus acciones, lo dejó inconsciente. Finalmente cerró la boca con cinta adhesiva para asegurarse de que no podía usar sus habilidades para eludir el castigo. Sin embargo, Mentor, el padre de Starfox, efectuó la liberación de su hijo teletransportándolo a Titán.
Mentor finalmente organizó un juicio nativo de Titaniano con la esperanza de limpiar el nombre de su hijo. El Tribunal Viviente, interesado en la equidad del proceso, llamó a She-Hulk como fiscal. Jennifer Walters, en un intento por llegar al fondo del asunto, aceptó una investigación mental tanto de Starfox como de ella misma. Ella descubrió que Starfox no usó sus habilidades para influir en su decisión de tener relaciones sexuales con él, pero que él era deliberadamente responsable de su repentino enamoramiento y matrimonio con John Jameson. She-Hulk enfurecida una vez más arremetió contra Starfox por jugar con su vida, deteniendo los procedimientos legales.
Thanos ahora apareció en el juicio y testificó que su hermano Starfox inspiró su obsesión con la Muerte cuando eran niños, cuando intentaba hacer que el joven Thanos aceptara la muerte de un animal que había matado involuntariamente con su enorme fuerza. Según la ley de Titaniano, Eros asumiría la plena responsabilidad de todos los genocidios que Thanos había cometido más tarde. En el siguiente número, se reveló que este era un recuerdo falso que Thanos implantó en la mente de Starfox y que compartió un clon de Thanos que envió el verdadero Thanos. La implantación de la memoria por parte de Thanos es lo que causó que Starfox se desequilibre brevemente mentalmente y use su poder de esta manera por primera vez. Starfox acordó que Dragón Lunar los apagara por completo en lugar de arriesgarse a dañar a más personas.

### Regreso
Más tarde, se ve a Starfox viviendo en Titán, con sus habilidades restauradas. Se le muestra coqueteando con varias mujeres, pero afirma que no usará sus poderes para cortejarlas. Ultron pronto ataca a Titán y asimila a toda la población (incluido Mentor) a través de un virus robótico, transformando la luna en el Planeta Ultron. Starfox huye a la Tierra y se encuentra con el equipo actual de Vengadores (ahora liderado por el nuevo Capitán América), y se une a ellos para liberar su mundo. Él juega un papel clave en la victoria de los Vengadores, usando sus poderes en el Ultrón semi orgánico para obligar al villano a tener un colapso emocional.

### Conflicto Infinito
En Thanos: The Infinity Siblings, después de dormir con diferentes mujeres en Titán, Eros es repentinamente teletransportado al futuro por su yo futuro y se queda varado en un mundo prehistórico. Después de varios años, en el año 2079, su radio hecha a mano finalmente captó la señal de un barco que rescató a Eros. Luego, en el año 2125, Eros se ve obligado a realizar un aterrizaje de emergencia debido a que su nave está dañada. Aterrizó en el planeta Zelchia, que es diez veces el tamaño de la Tierra con una gravedad mucho mayor. Al no poder volar, Eros es noqueado por los salvajes nativos que planean comérselo. Afortunadamente, es salvado por el nativo mutante parecido a un búho con poderes de teletransportación llamado solo Fantasma. Fantasma llevó a Eros a su tribu, y este último prometió a Fantasma que avanzaría tecnológicamente a su gente. Después de un año, Eros se despidió de ellos y dejó Zelchia y se fue al planeta de Shangranna. Se entrenó en el planeta durante varios años hasta que en el año 3812 prendió fuego a todo este mundo. Luego, en el año 4012, se encuentra con Kang el Conquistador, cuya nave fue parcialmente destruida por la oscuridad estigia de un Thanos omnipotente del año 4657. Después de algunas negociaciones, Kang le cuenta a Eros que el omnipotente Thanos perdió ante el Hambre. Eros usa la tecnología de viaje en el tiempo de Kang para volver al punto en el que originalmente fue transportado al futuro y enviar su yo pasado al mismo futuro. Después de reclutar a Pip para esta causa, luego va a Thanos y le cuenta sobre su yo futuro omnipotente. Luego le propone a Thanos un plan para evitar que la oscuridad destruya toda la realidad. Después de eso, Eros y Pip atraviesan el tiempo y llegan al punto donde Eros conoció a Kang y robó parte de la tecnología de viaje en el tiempo de Kang. Usan la tecnología para ir al punto donde Eros dejó Zelchia y ofrece a Fantasma y su gente armas aún más avanzadas de los Shi'Ar. Después de un año, Eros logra unir las tres razas principales del planeta para luchar contra la amenaza de Thanos y su ejército, que en realidad era parte de su plan. Cuando Thanos y su ejército estaban a punto de atacar a la gente de Zelchia, Eros se teletransporta frente a Thanos y usa una droga para que parezca que Thanos lo mató. Después de recuperarse y reprender a Thanos por el cambio de planes, él, Pip y Fantasma regresan al presente, sin saber que fue manipulado en secreto por el futuro Omnipotente Thanos todo este tiempo.
En Thanos: The Infinity Conflict, después de que Eros hizo que Isaac miniaturizara la tecnología de Kang para facilitar el transporte, Eros puso en secreto un dispositivo de rastreo, utilizando la tecnología de Kang, en el desprevenido Thanos cuando este último y su ejército lo estaban buscando. Después de que Thanos y su ejército se fueron, Adam Warlock y Pip llegaron a Titán antes de que Adam fuera asesinado por un misil lanzado por Thanos. Después de que Eros y Pip se informaron entre sí sobre lo que estaba sucediendo, van a Zelchia el día antes de la llegada de Thanos para poder encontrar lo que Thanos estaba planeando, pero descubrieron que la línea de tiempo había cambiado y el planeta está completamente muerto. Luego van a los Reinos de la Señora Muerte, donde presencian a Thanos absorbiendo a la propia Muerte. Para encontrar cuál es el plan de Thanos, Eros y Pip van un año hacia el futuro donde vieron que Thanos ya había absorbido a la mayoría de los seres cósmicos. Luego deciden ir aún más lejos en el futuro, donde descubrieron que casi toda la vida del universo se ha extinguido debido a Thanos. Eros decidió que la única forma de acabar con el nihilismo del Titán Loco era volver al día en que nació Thanos y matar al bebé antes de que se convierta en una amenaza. Sin embargo, solo Eros está a punto de asfixiar al bebé, Adam llegó e impidió que Eros procediera diciéndole que la muerte de Thanos sería en vano ya que fue fundamental en la derrota de Magus. Luego regresan al presente donde Adam mata a Eros para que su alma pueda ir al reino de la Señora Muerte. Creyendo que Eros estaba planeando junto a Thanos, ella lo destierra de su reino y lo resucita. Cuando Eros se dio cuenta de que ahora se había convertido en una persona "fuera de lo normal" como Thanos y Adam, ataca a Adam, pero Warlock le dice que era necesario, ya que Eros sería fundamental para derrotar a Thanos.
En Thanos: The Infinity Ending, cuando los tres llegan al dominio de Sobre Todos los Demás, descubrieron que ya es demasiado tarde, ya que el futuro Thanos ya ha absorbido al Tribunal Viviente y Sobre Todos los Demás. Sin embargo, gracias a que Eros ahora existe fuera de la norma, ni el omnisciente y omnipresente Thanos pudo verlo claramente a él oa Adam en ese momento. Después de escapar del reino dejando a Adam atrás involuntariamente, Eros y Pip van a la Tierra actual, donde Eros usa una mochila para mantener a Pip lo más cerca posible de él pensando que, a pesar de su nuevo poder encontrado, Thanos aún no puede rastrearlos mientras lo hagan. siguió moviéndose a través del espacio y el tiempo. Van a la nave estelar de Thanos donde son testigos de cómo Thanos borra a los Outriders, Proxima Midnight, Corvus Glaive de la existencia, lo que confirma su sospecha de que Thanos ahora está borrando de la existencia a cualquiera que pueda interferir con su plan. Deciden ir hacia el futuro hasta el punto donde termina el universo. Al llegar, presencian al futuro Thanos suicidándose y llevándose todo lo que hay en el Multiverso con él. Tras regresar al presente y la destrucción de Isaac por parte de Thanos, Eros decide ir a puntos clave en la vida de Thanos y recordarle que tenía un hermano y que era amado. Esto finalmente demuestra ser todo en vano ya que a Thanos simplemente no le importaba; sin embargo, esto permitió al Thanos presente, que había estado atrapado dentro de la psique de su yo futuro, usar ese pequeño acceso de poder para hablar con Eros a través de sus yo pasados y formular un plan para detener su yo omnipotente futuro. Entran en la psique del futuro Thanos y tratan de liberar al Thanos presente, pero finalmente fueron descubiertos por el futuro Thanos y fueron asimilados a su universo. Afortunadamente, Kang, en nombre de Adam, llegó al punto en que Eros y Pip estaban a punto de ir a hablar con los seres pasados de Thanos y los trae a su barco. Esto hace que el futuro Thanos se distraiga justo cuando estaba a punto de terminar con todo, lo que le permite al actual Thanos tomar el control y restablecer todo antes de las maquinaciones de su yo futuro. Con todo volviendo a la normalidad, se ve a Eros borracho en el bar Starlin en Knowhere, aparentemente sin recordar toda esta terrible experiencia, después de que Kang pasó por el tiempo para evitar que Eros acceda a su tecnología.

### Formando a los Guardianes Oscuros
A raíz de la historia de "Infinity Wars", Starfox estuvo presente en el funeral de Thanos. Les muestra a todos los invitados una grabación de Thanos indicando que él cargó su conciencia en un nuevo cuerpo antes de su muerte. El funeral es atacado por el Orden Negro, que roba el cuerpo de Thanos y abre un agujero en el espacio, enviando a todos al estallido. Todos son salvados por la llegada de Gladiador y el Imperio Shi'Ar. Starfox comienza a reclutar guerreros para encontrar a Gamora, el candidato más probable para ser el nuevo cuerpo de Thanos, ya que forman los Guardianes Oscuros, lo que causa a Cosmic Ghost Rider al lado de ellos. Wraith plantea el tema de la Orden Negra, pero Starfox asegura que los están buscando, y Nebula dice que el equipo debe localizar a Nova para encontrar la ubicación de Gamora. Los Guardianes Oscuros encuentran a Nova y lo emboscan, hiriéndolo lo suficiente como para estrellarse contra un planeta. Wraith le exige a Nova que le diga la ubicación de Gamora, afirmando que no quiere hacerle daño si no es necesario. Cuando Gladiador y Cosmic Ghost Rider le ordenan que retroceda, Nova aprovecha la oportunidad de volar, pero el equipo planea rastrearlo nuevamente.

### Muerte
Después de encontrar a Gamora siguiendo a Nova y luchando contra los Guardianes de la Galaxia, los Guardianes Oscuros la capturaron y la llevaron a Starfox, quien ordenó a Gladiador que la matara. Sin embargo, la ejecución de Gamora fue interrumpida por la diosa asgardiana de la muerte Hela y el Orden Negro que sometió a los Guardianes Oscuros en poco tiempo. Hela luego reveló que Thanos no iba a volver en Gamora sino en Starfox. Momentos después, la conciencia de Thanos se apoderó del cuerpo de Starfox y se fue con Hela y la Orden Negra a saber dónde estaba su cuerpo. Thanos lamentaba que Starfox no sobreviviera a la transferencia de su conciencia a su cuerpo.
Los Guardianes y los Guardianes Oscuros restantes irrumpieron en Knowhere usando la habilidad de teletransportación de Lockjaw. Para detener la resurrección de Thanos, Gamora sintió que no tenía más remedio que matar a Starfox. Disculpándose con él, Gamora usa su espada para matar a su tío adoptivo que habló brevemente antes de morir. Sin embargo, la muerte de Starfox solo causó que Thanos resucitara con una mente rota. Thanos, Hela y Knowhere fueron absorbidos por un agujero negro generado por Hela, mientras que los Guardianes y los Guardianes Oscuros huyeron con éxito usando a Lockjaw.

## Poderes y habilidades
Starfox es un miembro de la rama de larga vida de la humanidad conocida como los Eternos. Su cuerpo se ha visto potenciado por la energía cósmica hasta el punto de que envejece mucho más lentamente que la mayoría de los humanoides y es sobrehumanamente fuerte y resistente a los daños e inmune a las enfermedades terrestres. Puede soportar impactos, como caer de una altura considerable o ser golpeado repetidamente con fuerza sobrehumana, que lesionaría gravemente o mataría a un ser humano común con poca o ninguna lesión a sí mismo. Sin embargo, está lejos de ser invulnerable y puede ser herido por armas, como balas o cuchillos, compuestas por materiales convencionales. Su resistencia general a las lesiones es algo menor que la del Eterno promedio, pero, como cualquier Eterno, posee capacidades de curación excepcionales y, como se mencionó anteriormente, una inmunidad contra cualquier enfermedad terrestre.
Starfox puede estimular psiónicamente los centros de placer en los cerebros de las personas cercanas, haciéndolos calmar y abiertos a la sugerencia usando su habilidad de persuasión. Se ha sugerido que cuando está en contacto físico, y hay una línea de visión directa entre el sujeto y el objetivo, Starfox puede usar este efecto de euforia para causar que una persona o personas se enamore de él, objetos o personas de su elección o simplemente para hacer que los demás se sientan bien en su presencia. Notablemente, el poder de euforia no funciona en su hermano Thanos. Sus poderes psiónicos están poseídos hasta cierto punto por todos los Eternos, pero él los desarrolló a su manera única. Los poderes mentales de Starfox no funcionan en seres cuyos cerebros no tienen centros de placer. Estos poderes se cerraron más tarde a petición de Eros para evitar que se abuse de ellos, pero de alguna manera regresó antes de Avengers: Rage of Ultron.
En la serie Captain Marvel, Starfox también mostró la capacidad de manipular la gravedad, simulando la psicokinesis. Starfox tiene un dominio limitado de 500 idiomas extraterrestres.
Aunque es un Eterno, Starfox no es tan poderoso como sus primos nacidos en la Tierra porque los Eternos Titanianos originales se separaron de sus hermanos de la Tierra antes de que los experimentos de Kronos aumentaran las energías de los Eternos. Starfox, al menos, puede unirse a una Uni-Mind existente con los otros Eternos, a pesar de que los Eternos de Titanio hasta ahora han demostrado ser incapaces de formar la suya propia.

## Otras versiones

### Marvel Zombies
Un Starfox zombi aparece en Marvel Zombies vs. The Army Of Darkness, junto a Hércules, She-Hulk y Firestar, cada uno de ellos infectado. Él es realmente infectado por los Vengadores zombis cuando enviaron un mensaje falso de "Vengadores Unidos" y no está consciente de que realmente era una trampa.

## En otros medios

### Película
- Starfox aparece en una escena poscréditos de la película de Marvel Cinematic Universe Eternals de 2021, interpretado por Harry Styles.[2] Él se transportó junto a Pip al Domo, conociendo a los Eternos Thena, Makkari y Druig. Con una esfera de comunicación celestial, afirma saber el paradero de sus amigos después de que Arishem el Juez se los llevó y se ofrece a llevarlos allí.

## Recepción
Newsarama clasificó a Starfox como el quinto peor miembro de los Vengadores, describiéndolo como "el más notable por su reputación como un bicho raro en la calle y un asco en las sábanas".